# ديغانيا
بلدية ديغانيا (بالإسبانية: Degaña) هي بلدية تقع في منطقة أستورياس شمال غرب إسبانيا.

## الديموغرافيا
بلغ عدد سكان بلدية ديغانيا 1.225 نسمة عام 2011 (وفقاً للمعهد الوطني للإحصاء الإسباني).
| 1.605 | 1.564 | 1.483 | 1.350 | 1.288 | 1.233 | 1.225 |